# Denel Aerospace Systems

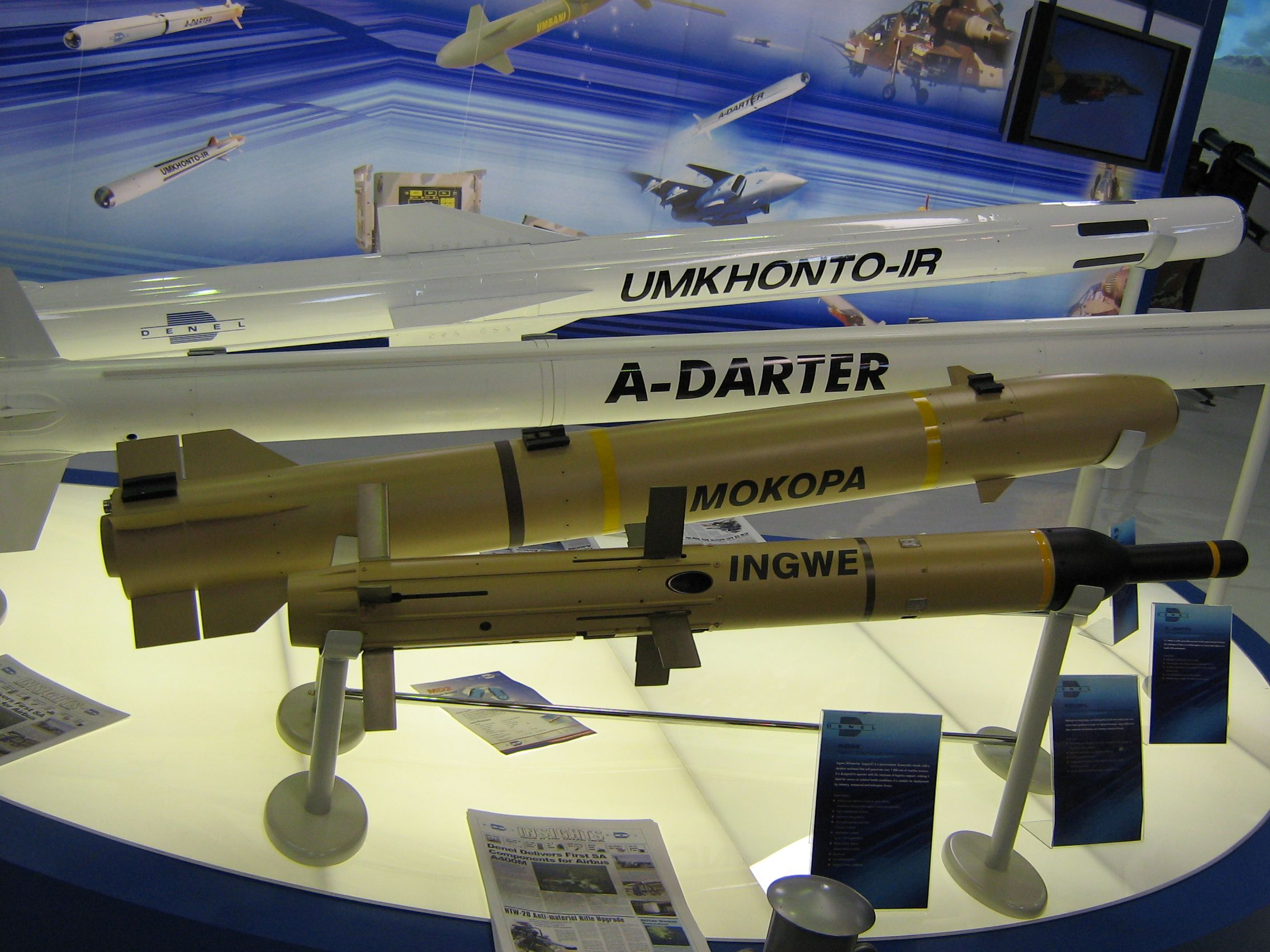
Mísseis da Denel Aerospace Systems exibidos na exposição Africa Aerospace & Defense, 2006

Denel Aerospace Systems é uma divisão da Denel Ltda, uma empresa sul-africana que desenvolve e fabrica armamentos de propriedade do governo sul-africano. Conhecida anteriormente como Kentron, teve seu nome modificado durante o final de 2004. A Denel Aerospace Systems é situada em Centurion, África do Sul.

## Produtos Chave
Os principais produtos da Denel Aerospace Systems:
- Veículos aéreos não tripulados e Veículos de combate aéreo não tripulados
- Mísseis guiados (Mísseis ar-ar, ar-terra, terra-ar, antifortificação)
- Bombas guiadas
- Mísseis e sistemas de armas